# Bondagehose

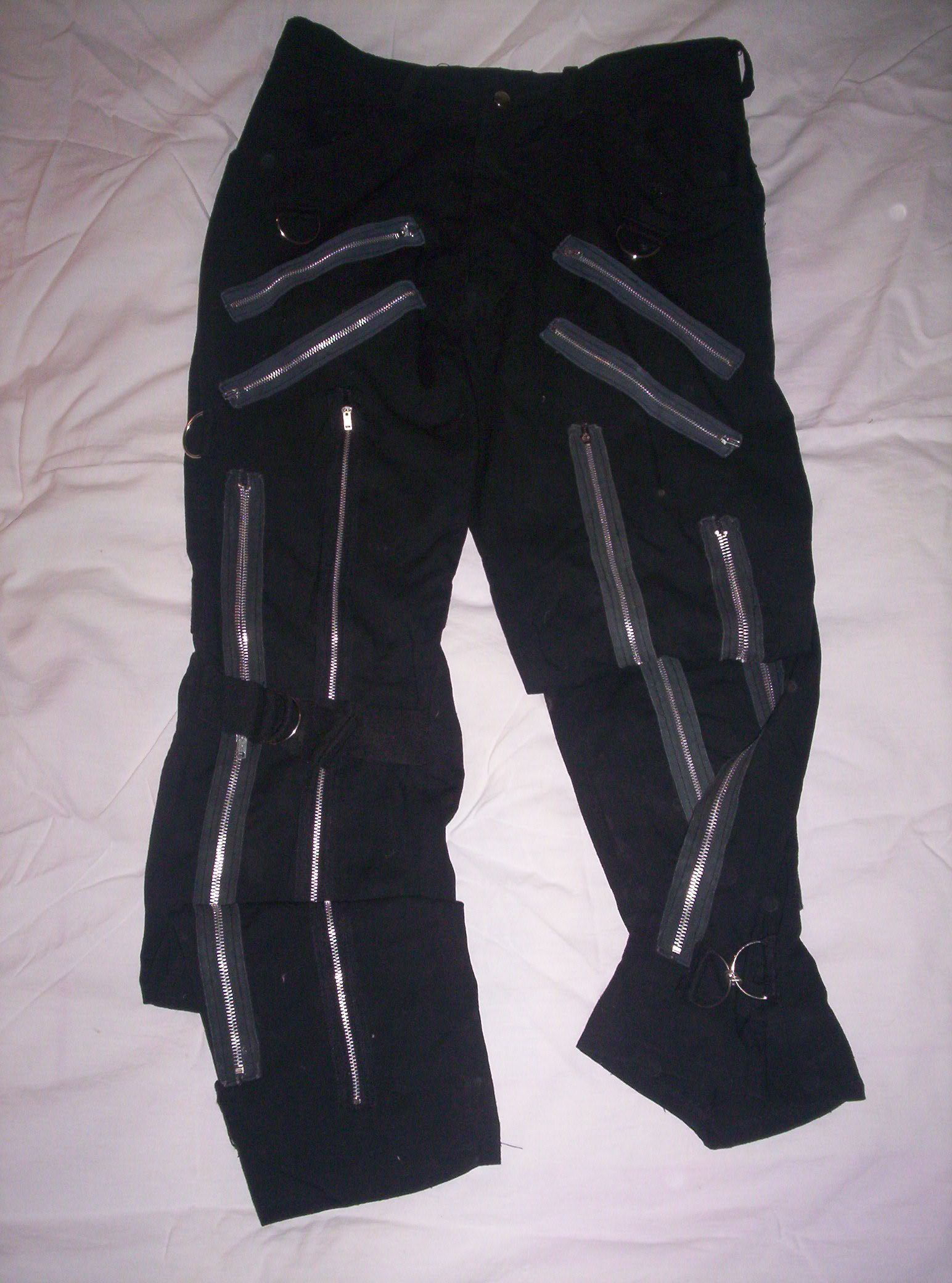
Schwarze Bondage-Hose

Als Bondagehosen bezeichnet man Hosen, deren Erscheinungsbild von Riemen dominiert wird. Meistens haben diese Hosen viele Taschen und manchmal zusätzliche Reißverschlüsse. Bondagehosen aus bunten Stoffen, wie Tartan oder Leopardenfell, sind vor allem in der Punkszene verbreitet. In der Schwarzen Szene werden sie gerne in schwarz getragen.